# Rødnæbbet buskvagtel
Rødnæbbet buskvagtel (perdicula erythrorhyncha) er en vagtelart fra Indien. Som navnet antyder, kendes vagtlen fra andre vagtelarter på sit røde næb og røde ben. Hannen adskiller sig fra hunnen ved at have en hvid hals og en hvid hovedstribe. Vagtlerne findes typisk i grupper af 6-10. Hunnen lægger 4 til 7 æg, som hun udruger på 18-19 dage. Det siges, at hunnen endda vil angribe hunde og mennesker for at forsvare sine kyllinger, som hurtigt bliver flyvefærdige. 